# Oecobius yoreme
Espèce
Oecobius yoreme est une espèce d'araignées aranéomorphes de la famille des Oecobiidae.

## Répartition
Cette espèce est endémique du Sinaloa au Mexique,. Elle se rencontre dans les environs d'El Fuerte, d'Ahome, de Choix et de Sinaloa.

## Description
Le mâle holotype mesure 1,89 mm et la femelle paratype 2,72 mm, les mâles mesurent de 1,89 à 2,48 mm et les femelles de 2,38 à 3,29 mm.

## Systématique et taxinomie
Cette espèce a été décrite par Alcántar-Valenzuela, Chamé-Vázquez et Jiménez en 2025.

## Étymologie
Cette espèce est nommée en l'honneur des Yoreme.

## Publication originale
- Alcántar-Valenzuela, Chamé-Vázquez & Jiménez, 2025 : « Four new species of the spider genus Oecobius Lucas, 1846 (Araneae: Oecobiidae) from northwestern Mexico. » Zootaxa, no 5679(4), p. 501-520.